# Michael Matthews
Michael Matthews, född 26 september 1990 i Canberra, är en australisk professionell landsvägscyklist.

## Karriär
Matthews har cyklat professionellt sedan 2010. Bland hans meriter kan nämnas 4 etappvinster i Tour de France, 3 etappvinster i Vuelta a España och 3 etappvinster i Giro d'Itlalia. År 2020 vann han Bretagne Classic.